# Психомашина
Психомашина (в більших ранніх виданнях Психо-машина) — науково-фантастичний роман російського письменника Віктора Гончарова. Вперше виданий у 1924 році. Є першою частиною дилогії про пригоди землян на Місяці.

## Сюжет
…Одного разу на Землі проблему інакомислення спробували вирішити радикально — одномоментно усунути всіх носіїв «шкідливих» ідей. Вибіркова чистка роду людського мала постати у вигляді машини, яка знищує людей в залежності від їхніх поглядів (загадкове психовипромінювання, що вражає однодумців донора мозку, якого для цих цілей викрадають і вбивають).
Проте реакціонери так і не змогли втілити свої задуми у глобальному масштабі. Сміливі комсомольці не тільки перемагають вченого-антикомуніста, а й допомагають здійснитися революції на Місяці.

## Художні особливості
Роман написаний живою, ненудною мовою, що є скоріше виключенням для радянської фантастики міжвоєнного періоду. Вражаючою є безмежна уява автора: особливості підмісячного життя, описи техніки мешканців Місяця, способи пересування у космосі. Велика кількість ретрофутуристичних технічних засобів знаходить паралелі у нинішній стилістиці дизельпанку.
За сучасною жанровою класифікацією твір можна визначити як пригодницько-фантастичний роман з елементами космічної опери. У цій царині Гончаров був попередником Сергія Снєгова.

## Видання
- Гончаров В. Психо-машина [Первый роман дилогии «Межпланетный путешественник»]. — М.-Л.: Молодая гвардия, 1924. — 109 с.
- Гончаров В. Психо-машина // Гончаров В. Межпланетный путешественник. — 2010. — С. 3-166. — (Фантастика. Приключения (Витебская))
- Гончаров В. Межпланетный путешественник. Книга первая: Психо-машина. — Екатеринбург: Издательский дом «Тардис», 2011. — 130 с.
- Гончаров В. Психомашина // Гончаров В. Психомашина (авторский сборник). — М.: Книжный Клуб Книговек, СПб.: Северо-Запад, 2014. — ISBN 978-5-4224-0773-6. — С. 5-176.
- Гончаров В. Психомашина // Гончаров В. Сочинения в двух томах. Том 1. — М.: Книжный Клуб Книговек, 2016. — ISBN 978-5-4224-1207-5.